# Tokyo Wan Aqua-Line
Tokyo Wan Aqua-Line (jap. 東京湾アクアライン Tōkyō-wan Akua-rain) – płatna droga ekspresowa o długości 15,1 km, przecinająca w poprzek Zatokę Tokijską. Łączy miasto Kisarazu w prefekturze Chiba (na półwyspie Bōsō) z miastem Kawasaki w prefekturze Kanagawa. Trasa składa się z mostu o długości 4,4 km od strony Kisarazu (powstałego celem dostosowania się do dużego ruchu statków) oraz tunelu o długości 9,5 km od strony Kawasaki.
W miejscu przejścia mostu w tunel znajduje się sztuczna wyspa o nazwie Umi-hotaru ("świetlik morski", rodzaj małego skorupiaka), na której mieszczą się parkingi, obiekty usługowo-handlowe i tarasy widokowe. Druga sztuczna wyspa, Kaze-no-tō, znajdująca się po stronie Kawasaki, pełni funkcję wielkiej wentylatorni tunelu, a co za tym idzie zlokalizowana jest prawie na jego środku.
Trasa umożliwia objechanie wokół samochodem Zatoki Tokijskiej. Została otwarta dla ruchu ulicznego 18 grudnia 1997 roku. Planowanie, prace projektowe i wykonawcze zajęły 31 lat. Idea projektu powstała w 1966 r. Łączny koszt inwestycji wyniósł 1,44 bln jenów (11,077 mld dolarów; $1=130 jenów). Jest to jedna z największych inwestycji publicznych Japonii.
Trasa zapewnia szybki dostęp do wschodniej strony zatoki (miasto Kisarazu) z lotniska Haneda (około 30 minut) oraz z centrum Tokio (około 50 minut).
Trasa połączona jest z wieloma innymi drogami ekspresowymi (Line Expressway, the Metropolitan Inter-City Expressway, the Tokyo Outer Loop Expressway, the Higashi Kanto Expressway) i stanowi obecnie zintegrowaną część siatki dróg regionu metropolii tokijskiej.

## Ogólne wiadomości o projekcie
Nazwa: 		TOKYO WAN AQUA-LINE (Trans-Tokyo Bay Highway)

Inwestor: 		Trans-Tokyo Bay Highway Corporation

Projekt: 		Trans-Tokyo Bay Highway Corporation (część inżynierska;
NIKKEN SEKKEI (część architektoniczna)

Oznaczenie trasy: 	Płatna sekcja drogi krajowej nr 409

Lokalizacja: Japonia, Tokio Chisaki (Ukishima-cho, Kawasaki-ku, miasto Kawasaki, prefektura Kanagawa) – Nakajima (miasto Kisarazu City, prefektura Chiba)

Długość: 		15,1 km

Klasyfikacja drogi: 	Klasa 1, Stopnia 2, droga ekspresowa

Ilość pasów: 		4 pasy po 3,5 m szerokości każdy w pierwszym etapie, 6 pasów docelowo

Planowana prędkość przejazdowa: 	80 km/h

Planowana przepustowość: 25 000 pojazdów/dzień w pierwszym roku, 53 000 poj./dzień po 20 latach.

Technologie: 		tunele tarczowe ("shield tunnel"), fundamenty kesonowe, wymiana gruntu – sprężanie piasku

Czas budowy:		8 lat i 7 miesięcy.

Ważniejsze daty w powstawaniu inwestycji:
- kwiecień 1966: rozpoczęcie badań
- maj 1989 – kwiecień 1997: prace konstrukcyjne
- 15:00 18 grudnia 1997: otwarcie dla ruchu ulicznego

## Historia projektu
Projekt był początkowo częścią koncepcji rozwojowej Zatoki Tokijskiej z 1955 r. W 1966 r. ówczesne Ministerstwo Budownictwa rozpoczęło badania nad możliwością wybudowania trasy poprzez Zatokę Tokijską o długości około 15 km, łączącej miasta Kisarazu i Kawasaki.
W 1976 r. badania zostały przeniesione z Ministerstwa Budownictwa do Japońskiej Korporacji Dróg Publicznych (Japan Highway Public Corporation). Korporacja wydzieliła wewnętrzną jednostkę do prac nad projektem, a równolegle rozpoczęły prace komisje planowania regionalnego oraz inne jednostki organizacyjne.
W listopadzie 1981 r. na specjalnej konferencji zebrali się gubernatorzy prefektur: Tokio, Kanagawa, Chiba i Saitama oraz burmistrzowie miast: Kawasaki i Jokohama. Wspólnie wyrazili potrzebę stworzenia Trasy Przez Zatokę Tokijską.
W 1982 r. Ministerstwo Budownictwa włączyło projekt trasy do dziewiątego planu pięcioletniego rozbudowy dróg i następnie zatwierdziło go w swoim budżecie na rok 1986. W kwietniu 1986 r. uchwalona została "Ustawa o nadzwyczajnym postępowaniu dotyczącym budowy Trans-Tokyo Bay Highway", pieczętując decyzję rozpoczęcia realizacji projektu.
Ze względu na wysokie koszty, skomplikowane środowisko prawne, różnorodną strukturę własności gruntów oraz krótki czas realizacji projektu Trans-Tokyo Bay Highway, poprzez współpracę inwestorów z sektora prywatnego, władz lokalnych oraz Japońskiej Korporacji Dróg Publicznych w 1986 r. powstała Korporacja Trans-Tokyo Bay Highway (dyrektor: Kaneo Ōki), która miała zająć się projektowaniem, a następnie budową trasy.
W czerwcu 1987 r. Japońska Korporacja Dróg Publicznych uzyskała aprobatę władz centralnych dla realizacji projektu i podpisała kontrakt wykonawczy z Trans-Tokyo Bay Highway Corporation (Korporacją Trasy Przez Zatokę Tokijską). Oficjalna ceremonia inauguracyjna odbyła się w maju 1989 r., w chwili rozpoczęcia prac konstrukcyjnych.
Korporacja Trans-Tokyo Bay Highway wybudowała około 14,3 km szosy w części wodnej. Japońska Korporacja Dróg Publicznych wybudowała fragmenty lądowe (0,3 km po stronie Kawasaki i 0,6 km po stronie Kisarazu) oraz zajmowała się koordynacją spraw finansowych, prawnych, wykupem gruntów itd. W chwili obecnej jest właścicielem trasy, a także zajmuje się jej utrzymaniem i konserwacją.

## Reorganizacja komunikacyjna obszaru Zatoki Tokijskiej
W związku z tym, że aglomeracja tokijska i przylegające prefektury są obszarem o ogromnym zagęszczeniu ruchu komunikacyjnego, konieczna stała się jego reorganizacja. Właśnie z tej przyczyny władze Tokio kładły nacisk na jak najszybsze oddanie do użytku trasy Tokyo Wan Aqua-Line.
Nowa trasa zamknęła pierścień dróg ekspresowych wokół Zatoki Tokijskiej, stając się jednocześnie jego rdzeniem i ułatwiając połączenia centrum Tokio z okolicznymi miastami.
Tokyo Wan Aqua-Line, połączona z siecią dróg prefektury Chiba, zniwelowała jej dotychczasowy peryferyjny charakter i umożliwiła transfer części biznesowych, naukowych i gospodarczych funkcji metropolii tokijskiej. Świadczą o tym nowe obiekty na terenie prefektury Chiba, jak: Port Lotniczy Narita, Port of Chiba, Makuhari New City i Kazusa Akademia Park.
Ta relokacja funkcji urbanistycznych połączona ze staraniami stworzenia atrakcyjnych warunków mieszkaniowych i wypoczynkowych znacznie zwiększa w regionie aktywność ludności w kontekście migracji funkcji mieszkaniowych i gospodarczych.

## Skrócenie czasu przejazdu pomiędzy Kawasaki i Kisarazu
| Odległość/Czas                  | Odległość trasy | Różnica odległości | Czas przejazdu | Różnica czasu   |
| Wykorzystane drogi              | Odległość trasy | Różnica odległości | Czas przejazdu | Różnica czasu   |
| Zwykłe drogi miejskie           | około 90km      | około 60km         | około 220min.  | około . 190min. |
| Droga wzdłuż brzegu zatoki itd. | około 100km     | około 70km         | około 90min.   | około 60min.    |
| Tokyo Wan Aqua-Line             | około 30km      | -                  | około 30min.   | -               |

Czasy przejazdów zależą od pory dnia i roku oraz warunków pogodowych. Powyższe kalkulacje są orientacyjne. Jednocześnie opierają się na dopuszczalnej w Japonii prędkości dla dróg dojazdowych 30-40 km/h oraz 80 km/h dla dróg ekspresowych.

## Korzyści regionu
Tokyo Wan Aqua-Line stworzyła bezpośrednie połączenie komunikacyjne w poprzek Zatoki i zniwelowało dotychczasowy peryferyjny charakter prefektury Chiba względem metropolii tokijskiej. Skróciło to uprzednią odległość dojazdową (ponad 100 km) pomiędzy Kisarazu a Kawasaki do około 30 km i zredukowało czas dojazdu z 90 do 30 minut. Nie tylko zbliżyło to wzajemnie prefektury Chiba i Kanagawa, ale również znacząco rozszerzyło komunikację z obszarem Wielkiego Tokio.
Powstanie Tokyo Wan Aqua-Line przesunęło infrastrukturę komunikacyjną regionu tokijskiego do kolejnego etapu w jej rozwoju. Połączenie przeciwległych brzegów zatoki stworzyło pierścieniowaty system dróg, co doprowadziło do powstania sprawnego, unikatowego i zintegrowanego obszaru obejmującego miasta: Jokohama, Kawasaki, Tokyo Waterfront Subcenter, Makuhari, Kisarazu, Kazusa Akademia Park.

## Rys techniczny

### Kaze-no-tō (sztuczna wyspa)
Kaze-no-tō ("Wieża wiatru") to ważąca około 650 000 ton, okrągła, sztuczna wyspa o średnicy 195 m usytuowana prawie nad samym środkiem tunelu. Składa się z – mającego przenieść część impetu przy ewentualnej kolizji ze statkiem – opływowego wygiętego muru obłożonego stalowymi płytami oraz cylindrycznego szybu wentylacyjnego o średnicy 98 m i głębokości 75 m. Znajdującą się ponad poziomem morza częścią systemu wentylacyjnego tunelu są dwie wieże wysokie na 96 m i 81 m.
Ze względu na duży ruch statków w tym rejonie wieże zostały pomalowane w masywne, bardzo odcinające się od tła wzory.
Wyspa służyła podczas budowy jako miejsce, z którego rozpoczęto drążenie tunelów. Części tunelów prowadzące od Kaze-no-tō do Kawasaki określane są jako tunel Kawasaki, części prowadzące do Umi-hotaru – Tunel Centralny. Położone 20 m pod poziomem dna morskiego, czyli około 28 m pod poziomem lustra wody tunele o średnicy 14,14 m są największymi na świecie tunelami wydrążonymi metodą tarczową.
Za zachodnią część wyspy Kaze-no-tō, a także północną część tunelu biegnącą do Kawasaki, odpowiedzialna jest firma Kajima. Budowa tych sekcji została rozpoczęta w maju 1989 r.
Wyspa Kaze-no-tō powstała w następujący sposób:
Na początku wybudowano solidne fundamenty zagłębione na 32 m w miękkie dno zatoki. Wykorzystano metody SCP i DMM. Metoda SCP polega na wbiciu w dno morskie stalowych rur o średnicy około 1 m i wtłoczenie przez nie piasku pod ciśnieniem, co tworzy stabilne, twarde piaskowe kolumny. Metoda DMM wykorzystuje mieszanie podobnego do cementu materiału stabilizującego z miękkim surowcem dna morskiego. Obie substancje wchodzą razem w reakcję chemiczną zwiększając w ten sposób stabilność dna.
Następnie poprzez stworzenie podobnej kształtem do torusa struktury ścian powstał obrys wyspy. Zarówno wewnętrzne i zewnętrzne ściany spięto wzmacniającymi, ochronnymi, stalowymi kołnierzami, a potem powstałą między ścianami przestrzeń wypełniono bazującym na piasku materiałem, tworząc sztuczną bazę dla konstrukcji wyspy.
Po zainstalowaniu wewnętrznych ścian pomocniczych użyto elektrycznych rozdrabniaczy do wydrążenia wykopów dla poszczególnych elementów podziemnej ściany, w których umieszczono stalowe belki szkieletu wzmacniającego. Następnie rozpoczęto układanie mieszanki betonowej.
Wykopy dla każdego z 28 elementów muru sięgają w głąb na 119 m przy odchyleniu poniżej 70 mm. W ten sposób stworzono największy na świecie ciągły, cylindryczny, podziemny mur.
Gdy zakończono wylewanie elementów podziemnego muru oraz drenaż wody, usunięto wewnętrzne ściany pomocnicze oraz wewnętrzne kołnierze. Aby podnieść bloki stalowego kołnierza ważące po 1100 ton każdy, skorzystano z zamontowanego na barce 4100 tonowego żurawia.
Ponad 10 koparek ważących po 30 ton każda zostało opuszczonych na dno szybu. Wykopana gleba usuwana była z szybu przez ważący 1500 ton, zamontowany na barce dźwig mogący jednorazowo wyciągnąć 45 m³ urobku. Wykopy prowadzono do głębokości 40 m poniżej poziomu dna morskiego, czyli 75 m poniżej powierzchni wyspy. Kajima, firma prowadząca wykopy, posiadała już znaczne doświadczenie w dziedzinie wielkoskalowych wykopów towarzyszących budowaniu podziemnych zbiorników, okrągłych baz dla pirsów mostów itd., jednak skala i stopień skomplikowania wykopów przy tworzeniu wyspy Kaze-no-to były bezprecedensowe. Na powierzchni obrysu wyspy zainstalowano 800 urządzeń pomiarowych kontrolujących w czasie rzeczywistym stabilność konstrukcji.
Kiedy zakończono prace wykopowe, prefabrykowane żelbetowe bloki o wysokości 27 m i wadze 2200 ton każdy zostały umieszczone wewnątrz obrysu wyspy. Następnie ułożono więcej mieszanki betonowej łączącej wzajemnie żelbetowe bloki celem stworzenia jednolitej struktury, włączając w to stanowiska startowe dla maszyn drążących tunele oraz wewnętrzne struktury wież wentylacyjnych.

### Tunel tarczowy
- długość tunelu: 2775 m
- zewnętrzna średnica maszyny drążącej: 14,14 m
- data ukończenia: listopad 1997

Po zakończeniu budowy Kaze-no-tō, rozpoczęto drążenie tuneli. Tokyo Wan Aqua-Line składa się z dwóch tuneli wychodzących z Kaze-no-tō: jednego zawierającego dwa pasy ruchu skierowane na wschód i drugiego zawierającego dwa pasy ruchu skierowane na zachód. W chwili otwarcia był to najdłuższy na świecie tunel podmorski stworzony tą technologią. Tunele zostały wykopane przy wykorzystaniu ośmiu, największych na świecie, tarczowych maszyn drążących, ich średnica wynosiła 14,14 m a długość 13,5 m. Trzy z nich zostały wyprodukowane przez firmę Kawasaki. Maszyny drążące firmy Kawasaki tworzyły dziennie 160 m tunelu, pracując w warunkach wywołanego parciem wody ciśnienia 6 kg na cm², przebijając się przez miękkie osady rzeczne. Części maszynerii, takie jak podajniki odprowadzające materiał czy moduły układające elementy podtrzymujące tunel oraz przede wszystkim system kontroli sterowania maszyny drążącej, były w pełni zautomatyzowane przy wykorzystaniu wysoce precyzyjnej technologii. Aby sprostać wyzwaniu trudnych warunków oraz znacznej długości drążenia, maszyny tarczowe Kawasaki zostały wyposażone w szereg przyrządów zapewniających pełną kontrolę prowadzonego drążenia, a także dokładny, automatyczny system usztywniający segmenty. Samo drążenie tuneli trwało 24 miesiące, od sierpnia 1994 r. do sierpnia 1996 r.
W związku z ograniczeniami wywodzącymi się z wytrzymałości maszyn drążących, maksymalna długość tunelu, jaka może być wydrążona za pomocą pojedynczej maszyny wynosi 3 km. Zgodnie z tym, aby stworzyć dłuższy tunel, dwie maszyny drążące muszą pracować nad jednym tunelem, kopiąc bardzo precyzyjnie z dwóch końców tak, aby spotkały się w określonym punkcie z odchyłką nie przekraczającą 50 mm. Najlepszym świadectwem dokładności przeprowadzonych prac jest fakt, że w miejscach spotkania maszyn tarczowych zanotowano odchylenie od planowanej osi tunelu wahające się w zaskakująco małym – biorąc pod uwagę skalę projektu – przedziale 4 – 11 mm.
Po zamrożeniu ścian znajdujących się w sąsiedztwie punktu spotkania, tarczowe maszyny drążące były stopniowo rozmontowywane i usuwane z wstępnie skończonych tuneli.

### Umi-hotaru
Umi-hotaru:
- kompleks handlowo-usługowy (powierzchnia użytkowa: 38,489 m²);
- obszar parkingowy (476 miejsc parkingowych).

Daty ukończenia fragmentów inwestycji:
- prace ziemno-konstrukcyjne – grudzień 1995;
- prace architektoniczne – grudzień 1997.

Symbolem trasy Aqua-Line jest wznosząca się na 26 m ponad poziomem dna morskiego, odległa o 5 km od nabrzeża Kisarazu, sztuczna wyspa Umi-hotaru. Stworzono ją – podobnie jak większość wysp w Zatoce Tokijskiej – najpierw usypując wał na dnie morza, następnie stopniowo osuszając go i wypełniając materiałem. W tym miejscu zatoka ma 25 m głębokości. W części wznoszącej się ponad poziom morza wyspa ma 650 m x 100 m, w części pod wodą – 170 m x 750 m.
Wyspa służy jako połączenie pomiędzy tunelem a mostem. Składa się z nachylonej drogi znajdującej się poniżej powierzchni zatoki, dostępnego dla przejeżdżających kompleksu o funkcji handlowo-usługowo-wypoczynkowej wraz z parkingami powyżej. Kompleks Umi-hotaru zaprojektowany został tak, aby upodabniać się do luksusowego statku pasażerskiego, sprawiającego wrażenie jakby płynął po wodzie. Na pierwszych trzech z pięciu pięter mieści się parking podziemny, dwa górne piętra zajęte są przez sklepy, restauracje i obiekty rozrywkowe. Wnętrza zaprojektowane są w luksusowym stylu z wykorzystaniem materiałów o wysokim standardzie. Z restauracji na najwyższym piętrze odwiedzający mogą podziwiać panoramę otwierającą się na Yokohama Bay Bridge, Tokyo Tower, wieżowce Shinjuku, Makuhari Messe i – gdy pogoda to umożliwia – widoki aż do góry Fudżi.
Realizacja budowy zachodniej części wyspy Umi-hotaru oraz obu nitek tunelu powierzona została Korporacji Obayashi.
"Umi-hotaru" to japońska nazwa pewnego gatunku małych, osiągających maksymalnie 3 mm, luminescencyjnych skorupiaków.

### Most
Most rozciąga się na 4384 m od nadziemnej sekcji trasy w mieście Kisarazu do wyspy Umi-hotaru. Jako że most przecina uczęszczany szlak wodny, pierwszy jego 750 m odcinek od strony Umi-hotaru został wyniesiony na 11 przęsłach na 27 m ponad poziom morza. Prześwit umożliwia swobodny przepływ statkom klasy 2000 ton. Most jest ciągłą, wieloprzęsłową konstrukcją zaprojektowaną z największą w Japonii ilością przęseł, co zwiększa odporność na trzęsienia ziemi oraz poprawia kształt bryły.
System obsługi technicznej instalacji elektrycznej wzdłuż mostu Tokyo Bay Aqua-Line
Tokyo Electric Power Co., Inc. zdecydowała się stworzyć biegnący spodem mostu ciąg dróg technicznych umożliwiający transport personelu, maszyn i materiałów celem obsługi i konserwacji instalacji elektrycznej zasilającej most. Zadanie zaprojektowania i dostarczenia takiego systemu transportowego zostało powierzone firmie Fujikura.
System obejmuje zasilane elektrycznie półautomatyczne pojazdy składające się z lokomotyw, wagoników, ładowarki akumulatorów i urządzenia sygnalizacyjnego. Pojazdy wyposażone są w wewnętrzne zamki, wykrywacze przeszkód, przyciski hamulców bezpieczeństwa i inne urządzenia zapewniające bezpieczeństwo. Ciekłokrystaliczny ekran konsoli sterującej pokazuje położenie pojazdu, jego prędkość, informację o składzie taboru, najbliższym otoczeniu i status automatycznego systemu diagnostycznego. Szczególną uwagę zwrócono na bezpieczeństwo i niezawodność systemu.
| Specyfikacja:          |                                                                               |
| Skład wagoników        | max. 5 (lokomotywa + wagonik transportowy (pasażerowie/ładunek) + lokomotywa) |
| Wymiary                | W 720mm x 3200mm x H 1300mm każdy wagonik                                     |
| Napęd                  | Akumulatory alkaliczne i serwomotor                                           |
| Sterowanie             | Półautomatyczne                                                               |
| Prędkość               | 1, 4, 7, 10km/h                                                               |
| Zasięg                 | Ponad 15km przy pełnych akumulatorach i pełnym załadunku                      |
| Maks. ładunek          | 750kg/wagonik                                                                 |
| Maks. liczba pasażerów | 9/skład (wyłączając dwóch operatorów)                                         |

## Rys ekonomiczny, podsumowanie
W Japonii nie ma bezpłatnych autostrad, a opłaty za drogi ekspresowe są bardzo wysokie. Podstawowa opłata za przejazd tokijską siecią metropolitarnych dróg ekspresowych wynosiła na początku 2002 r. około 6 $. W Nagoya podstawowa opłata wynosiła około 5 $.
Opłaty za drogi międzymiastowe ("międzymiastowe" to również krótkie odcinki typu Tokio – Jokohama) wynoszą około 0,125 $ za kilometr (0,2 $ za milę). Przykładowo, suma opłat drogowych na odcinku 520 km między Tokio a Kioto wynosi 75$. Dla porównania, bilet na tej samej trasie na superekspres sieci Shinkansen kosztuje 110$, a na zwykłą kolej 70$. Również opłaty za przejazd mostami są bardzo wysokie, przejazd Wan Aqua-Line kosztował na początku 2002 r. 25$ za normalny samochód, 20$ za mały pojazd. Warto zauważyć, że jednoosobowy bilet autobusowy relacji Kawasaki – Kisarazu (wykorzystujący ten sam most) kosztuje poniżej 12$.
Projekt borykał się ze znacznymi problemami finansowymi. Projektanci obiecywali znaczne wpływy do kasy miast i wzrost ruchu w obu połączonych regionach. Rzeczywistość jednak okazała się okrutna dla entuzjastów tego projektu. W 1999 r., 2 lata po otwarciu, ruch na trasie wyniósł zaledwie 28,5% prognozowanej przy otwarciu wartości, a cały projekt w rezultacie przynosił straty ponad 100 mln jenów, czyli 770 tys. dolarów dziennie. W grudniu 1999 r. Ministerstwo Komunikacji zmniejszyło opłaty za przejazd, co zaowocowało – jak podał serwis www.japantoday.com – w roku 2000 gwałtownym, 31,6% wzrostem ruchu względem roku poprzedniego. I tak 20 lipca trasą przejechało 12,900 pojazdów, podczas gdy w tym samym okresie roku 1999 – 9800 aut.
Nadal jednak inwestycja przynosi poważne straty. Mimo że Aqua-Line oferuje szybką i bezproblemową podróż przez zatokę, to niewielu się na nią decyduje głównie ze względu na to, że uiszczenie dosyć wygórowanej opłaty w gruncie rzeczy wcale nie gwarantuje szybkiego dotarcia na miejsce. Wynika to z korków tworzących się na normalnych trasach po obu stronach zatoki. Przy cenie 20 dolarów i niepewnym czasie podróży, grupa docelowa, do której odnosi się oferta Aqua-Line, czyli biznesmeni i klasa zamożna częstokroć wybierają helikopter, który nie jest w ogóle związany z przepustowością dróg naziemnych, bilet na drugą stronę zatoki można kupić już od 50-100 dolarów, a i warto tu napomknąć, że Tokio jest największym na świecie skupiskiem lądowisk dla helikopterów.
Most określa się w Japonii mianem "worst nightmare of the road builders". Swego czasu sprawa rentowności projektu była tematem numer jeden w metropolii tokijskiej. Chociaż projekt nie odniósł ekonomicznego sukcesu, nie można mu odmówić inżynierskiego geniuszu.